# Thairath
Thai Rath (tiếng Thái: ไทยรัฐ, tạm dịch: Đất Thái) là nhật báo có trụ sở tại thành phố Bangkok và phát hành rộng rãi trên toàn đất nước Thái Lan. Báo in trên giấy khổ rộng và được chia làm hai mục. Mục thứ nhất tập trung vào tin tức chính trị, xã hội, kinh tế, pháp luật và sự kiện cập nhật. Mục thứ hai đưa tin thể thao và giải trí. Đây cũng là tờ báo bán chạy nhất tại Thái Lan với số lượng khoảng một triệu ấn bản mỗi ngày.